# Przestrzeń zagardłowa

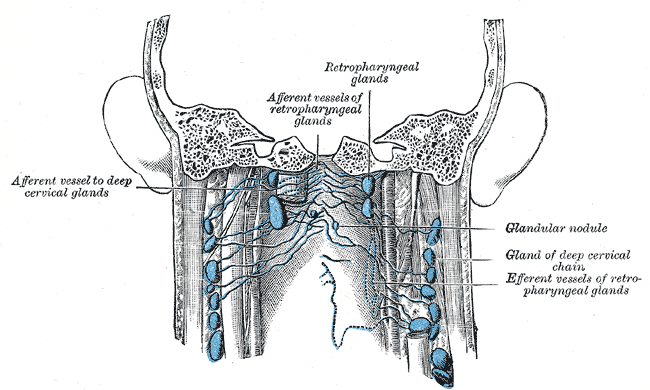
Widok ściany gardła od tyłu. Pośrodkowo w przestrzeni zagardłowej u góry przy podstawie czaszki widoczne węzły chłonne zagardłowe (Retropharyngeal glands); bocznie obustronnie widoczne także węzły chłonne szyjne głębokie (Gland of deep cervical chain)

Przestrzeń zagardłowa (łac. spatium retropharyngeum, ang. retropharyngeal space) – w anatomii człowieka wąska, szczelinowata przestrzeń wypełniona luźną tkanką łączną, położona pomiędzy powięzią tylnej ściany gardła a blaszką przedkręgową powięzi szyi pokrywającą kręgosłup szyjny i mięśnie przedkręgowe. U dzieci przestrzeń ta zawiera węzły chłonne zagardłowe (węzły Henlego), które zbierają chłonkę z jamy nosowej, gardła, zatok szczękowych i migdałka gardłowego. 
Podczas ostrych chorób infekcyjnych gardła węzły Henlego mogą ulegać zapaleniu ropnemu tworząc ropień zagardłowy. U dorosłych ropień zagardłowy jest zwykle ropniem zimnym (gruźliczym). Niebezpieczeństwo związane z ropniem zagardłowym wynika z anatomii przestrzeni zagardłowej. Ku dołowi przechodzi ona w śródpiersie górne a następnie tylne. Tą drogą ropnie zagardłowe, jako ropnie opadowe mogą szerzyć się do klatki piersiowej.